# Bezděkov pod Třemšínem
Pour les articles homonymes, voir Bezděkov.
Bezděkov pod Třemšínem (en allemand : Besdiekau) est une commune du district de Příbram, dans la région de Bohême-Centrale, en République tchèque. Sa population s'élevait à 142 habitants en 2020.

## Géographie
Bezděkov pod Třemšínem se trouve à Bezděkov pod Třemšínem se trouve à 6 km à l'ouest-nord-ouest de Březnice, à 15 km au sud-ouest de Příbram et à 69 km au sud-ouest de Prague.
La commune est limitée par Rožmitál pod Třemšínem à l'ouest, au nord et au nord-est, et par Vševily au sud-est et au sud.

## Histoire
La première mention du village date de 1565.

## Transports
Par la route, à Bezděkov pod Třemšínem se trouve à 7 km de Březnice, à 19 km de Příbram et à 78 km du centre de Prague.